# Fukushima (Osaka)
Fukushima (jap. 福島区 Fukushima-ku) – jedna z 24 dzielnic Osaki, stolicy prefektury Osaka. Dzielnica została założona 1 kwietnia 1943 roku przez wydzielenie części dzielnicy Konohana. Położona jest w środkowej części miasta. Graniczy z dzielnicami Konohana, Nishi, Nishiyodogawa, Yodogawa oraz Kita.